# Tharybidae
Tharybidae é uma família de copépodes pertencentes à ordem Calanoida.
Géneros:
- Neoscolecithrix Canu, 1896
- Parundinella Fleminger, 1957
- Rythabis Schulz & Beckmann, 1995
- Tharybis Sars, 1902
- Undinella Sars, 1900